# Asterina lorioli
Asterina lorioli är en sjöstjärneart som beskrevs av Jean Baptiste François René Koehler 1910. Asterina lorioli ingår i släktet Asterina och familjen Asterinidae. Inga underarter finns listade i Catalogue of Life.